# 1700 w literaturze
Wydarzenia literackie w 1700 roku.

## nowe książki
- Mary Astell - Some Reflections upon Marriage
- Aphra Behn - Histories, Novels, and Translations (pośmiertnie)
- Richard Blackmore - A Satyr Against Wit
- Thomas Brown - Amusements Serious and Comic
  - - A Description of Mr. Dryden's Funeral
- Susannah Centilivre - The perjured Husband
- Samuel Cobb - Poetae Britannici
- Jeremy Collier - A Second Defence of the Short View of the Profaneness and Immorality of the English Stage &c.
- William Congreve - The Way of the World
- Gatien de Courtilz - Mémoires de Monsieur d’Artagnan
- Daniel Defoe - The Pacificator
- John Dryden - Fables Ancient and Modern
- William King - The Transactioneer With Some of his Philosophical Fancies (satyra na pismo: Philosophical Transactions)
- John Law - Money and Trade Considered
- Louis Liger - Oeconomie Generale de la compagnie
- Francis Moore - Vox Stellarum: An almanac for 1701 (first in a series of yearly „almanacs” of astrology)
- Peter Anthony Motteux - The History of the Renown'd Don-Quixote de la Mancha
- John Pomfret - Reason
- Sir William Temple - Letters Written by Sir W. Temple, and Other Ministers of State, Both at Home and Abroad (wydał je Jonathan Swift)
- John Tutchin - The Foreigners (satyra na holenderskich ministrów  Wilhelma III Orańskiego)
- Ned Ward
  - The Reformer
  - A Step to the Bath: With a character of the place
- G. de Sandras - Mémoires de M. d’Artagnan (apokryf)

## dramat
- Abel Boyer - Achilles
- Susannah Centlivre - The Perjured Husband
- Colley Cibber - The Tragical History of King Richard III
- William Congreve - The Way of the World
- John Dennis - Iphigenia
- Charles Gildon - Measure for Measure
- Charles Hopkins - Friendship Improv'd
- Mary Pix - The Beau Defeated
- Nicholas Rowe - The Ambitious Stepmother
- Thomas Southerne - The Fate of Capua
- John Vanbrugh - The Pilgrim

## poezja
- John Dryden - Fables, Ancient and Modern (ostatnia antologia poezji Drydena)
- Nahum Tate - Panacea: A poem upon tea
- Thomas Yalden - The Temple of Fame

## urodzili się
- 2 lutego - Johann Christoph Gottsched, niemiecki pisarz (zm. 1766)
- 25 maja - Nicolaus Ludwig Zinzendorf, niemiecki teolog (zm. 1760)
- 11 września - James Thomson (zm. 1748)

## zmarli
- 7 stycznia - Raffaello Fabretti, historyk (ur. 1618)
- 12 maja Joseph Athias, wydawca Biblii w języku hebrajskim.
- 12 maja John Dryden (ur. 1631)
- Thomas Creech, tłumacz (ur. 1659)
- Joseph Moxon, leksykograf (ur. 1627)